# Tròpic de Capricorn (novel·la)
Tròpic de Capricorn és una novel·la semi-autobiogràfica de Henry Miller, publicada per primera vegada per Obelisk Press a París el 1939. Una mena de preqüela de la primera novel·la publicada de Miller, Tròpic de càncer de 1934, va ser prohibida als Estats Units fins que una sentència del Departament de Justícia dels Estats Units de 1961 va declarar que el seu contingut no era obscè.

## Història

### Escriptura
Durant unes vacances de tres setmanes a Western Union el 1922, Miller va escriure la seva primera novel·la, Clipped Wings, un estudi de 12 missatgers de Western Union. No s'ha publicat mai; només en queden fragments, tot i que algunes parts es van reciclar en obres posteriors, inclosos els breus retrats dels missatgers de Western Union a Tropic of Capricorn.
A la primavera de 1927, Miller vivia al barri de Brooklyn Heights amb la seva segona dona June Miller i el seu amant, Jean Kronski. Fa poc havia obtingut una nova feina treballant al Departament de Parcs. Un dia, va tornar a casa i va trobar una nota que deia que havien agafat un vaixell cap a París. Poc després, Miller se'n va tornar a viure amb els seus pares a Brooklyn. Una nit de maig de 1927, Miller es va quedar a l'oficina del Departament de Parcs després de la feina i va escriure un document de 32 pàgines que va anomenar June, on es descriuen els detalls de la seva relació. Ell utilitzaria el document com a material font per a Tropic of Capricorn, així com per a la trilogia La crucifixió rosa. Miller també reutilitzaria nombroses escenes al Tròpic de Capricorn de la seva tercera novel·la inèdita Lucky Lesbians (més tard retitulada Crazy Cock), en la qual va treballar entre 1928 i 1930 i que finalment es va publicar el 1991 (més d'una dècada després de la seva mort).
Miller va començar a escriure Tròpic de Capricorn de debò a finals de 1933 mentre vivia a París. Aleshores, també estava escrivint Black Spring, i posant els últims retocs a Tropic of Cancer. Al principi, es va referir al Tròpic de Capricorn com "el llibre de juny". El seu biògraf Robert Ferguson va anomenar el llibre l'intent de Miller de "recuperar en forma escrita el màxim possible del passat en desaparició". Tot i que es coneix com "el llibre de juny", la seva segona dona és més una influència que un personatge principal, fent només una breu aparició. El llibre està dedicat "A ella", en referència al juny.

### Publicació
Tropic of Capricorn va ser publicat a França, en anglès, per Obelisk Press el febrer de 1939. Una traducció francesa va aparèixer com a Tropique du Capricorne el juliol de 1946. Les vendes del llibre, juntament amb Tropic of Cancer, es van veure impulsades per la polèmica al voltant de la seva censura, amb queixes contra Miller i el seu editor per càrrecs de pornografia. A les dècades de 1940 i 1950, els llibres de Miller eren difícils de trobar i cars. Els llibres prohibits eren de contraban ocasionalment als EUA, tot i que sovint eren confiscats per la duana. El 1944, acompanyat de la seva futura tercera esposa Janina Martha Lepska, Miller va llegir fragments de Tròpic de Capricorn i Primavera Negra a la Biblioteca del Congrés de Washington, DC.
El tròpic de Capricorn va ser prohibit als Estats Units fins que una decisió del Departament de Justícia de 1961 va declarar que el seu contingut no era obscè. Després que Grove Press publicés la novel·la als Estats Units el setembre de 1962, Miller va guanyar una nova generació de lectors més joves pel seu treball, que va coincidir amb la revolució sexual dels anys seixanta. Va ser vist per molts com un defensor de la nova llibertat sexual i va rebre el suport de figures literàries conegudes de l'època, com Allen Ginsberg, William S. Burroughs i Jack Kerouac.
Ha estat publicat en català, traduït per Jordi Arbonés.

## Argument
La novel·la cobreix la creixent incapacitat de Miller i la negativa total a adaptar-se al que veu com l'entorn hostil dels Estats Units. És autobiogràfic, però no cronològic, saltant entre les aventures adolescents de Miller a Brooklyn a la dècada de 1900, els records del seu primer amor Una Gifford, una història d'amor amb el seu professor de piano de gairebé 30 anys quan tenia 15 anys, el seu infeliç matrimoni amb la seva Beatrice, la seva primera esposa, els seus anys treballant a Western Union (anomenada The Cosmodemonic Telegraph Company al llibre) a Manhattan als anys 20, i la seva fatídica trobada amb la seva segona esposa juny (coneguda al llibre com Mara), a qui atribueix haver canviat la seva vida i convertir-lo en escriptor.
La crucifixió rosa continua la història de juny amb més detall, al llarg de prop de 1.500 pàgines. Descriu el procés en què Miller va trobar la seva veu com a escriptor, fins que finalment marxa cap a París, on comencen les activitats descrites a Tròpic de càncer.